# Storfjärden, Kimitoön
Storfjärden är en fjärd i Finland. Den ligger i landskapet Egentliga Finland, i den sydvästra delen av landet, 140 km väster om huvudstaden Helsingfors.
Storfjärden svgränsas av Ådholmen i norr, Västra Granholmen i nordöst, Granholms örarna och Tappaskäret i sydöst, Båtskäret i söder, Pilskäret i sydväst samt Fjärdskären i väster. Den ansluter till Brännskärs fjärden i väster.